# جورج إي. كيليان
جورج إي. كيليان (بالإنجليزية: George E. Killian)‏ هو مسؤول رياضي أمريكي، ولد في 6 أبريل 1924 في مقاطعة ناسو في الولايات المتحدة، وتوفي في 6 ديسمبر 2017 في غلانديل في الولايات المتحدة.

## روابط خارجية
- جورج إي. كيليان على موقع قاعة مشاهير كرة السلة للسيدات (الإنجليزية)
- جورج إي. كيليان على موقع قاعة المشاهير الجامعة الوطنية لكرة السلة (الإنجليزية)
- جورج إي. كيليان على موقع أوليمبيديا (الإنجليزية)